# Serie A1 1992-1993 (pallacanestro maschile)
Il campionato di Serie A1 1992-1993 è stato il settantunesimo massimo campionato di pallacanestro maschile in Italia ed è stato vinto dalla Virtus Bologna.

## Formula
Le 16 squadre si incontrano in un girone all'italiana, con partite di andata e ritorno. Le prime 10 classificate accedono ai play-off insieme alle prime due classificate della serie A2. I play-off si disputano al meglio delle tre gare, ad eccezione della finalissima che si gioca al meglio delle cinque gare. Le squadre classificate dall'11º al 14º posto partecipano ai play-out insieme a otto squadre della Serie A2 (classificate dal 3º al 10º posto). Le dodici squadre vengono divise in due gironi (verde e giallo) di sei squadre ciascuno che si affrontano in un torneo all'italiana con partite di andata e ritorno.
Le ultime due squadre classificate in Serie A1 retrocedono direttamente in Serie A2.

## Stagione regolare

### Classifica
|  |     | Classifica stagione regolare 1992-1993 | Pt | G  | V  | P  | PtF  | PtS  |
|  | --- | -------------------------------------- | -- | -- | -- | -- | ---- | ---- |
|  | 1.  | Knorr Bologna                          | 48 | 30 | 24 | 6  | 2575 | 2359 |
|  | 2.  | Philips Milano                         | 42 | 30 | 21 | 9  | 2752 | 2545 |
|  | 3.  | Benetton Treviso                       | 38 | 30 | 19 | 11 | 2658 | 2603 |
|  | 4.  | Stefanel Trieste                       | 36 | 30 | 18 | 12 | 2417 | 2393 |
|  | 5.  | Shampoo Clear Cantù                    | 34 | 30 | 17 | 13 | 2572 | 2505 |
|  | 6.  | Panasonic Reggio Calabria              | 34 | 30 | 17 | 13 | 2688 | 2574 |
|  | 7.  | Scavolini Pesaro                       | 32 | 30 | 16 | 14 | 2557 | 2578 |
|  | 8.  | Kleenex Pistoia                        | 32 | 30 | 16 | 14 | 2521 | 2523 |
|  | 9.  | Baker Livorno                          | 28 | 30 | 14 | 16 | 2444 | 2499 |
|  | 10. | Bialetti Montecatini                   | 28 | 30 | 14 | 16 | 2485 | 2510 |
|  | 11. | Phonola Caserta                        | 28 | 30 | 14 | 16 | 2541 | 2562 |
|  | 12. | Virtus Roma                            | 26 | 30 | 13 | 17 | 2695 | 2674 |
|  | 13. | Marr Rimini                            | 20 | 30 | 10 | 20 | 2489 | 2635 |
|  | 14. | Scaini Venezia                         | 18 | 30 | 9  | 21 | 2314 | 2407 |
|  | 15. | Teamsystem Fabriano                    | 18 | 30 | 9  | 21 | 2419 | 2584 |
|  | 16. | Robe di Kappa Torino                   | 18 | 30 | 9  | 21 | 2594 | 2770 |

## Play-off
| Ottavi di finale | Ottavi di finale     | Ottavi di finale | Ottavi di finale | Ottavi di finale |  |  | Quarti di finale    | Quarti di finale    | Quarti di finale | Quarti di finale | Quarti di finale |  |  | Semifinali | Semifinali          | Semifinali | Semifinali | Semifinali |  |  | Finale | Finale           | Finale | Finale | Finale | Finale | Finale |
|                  |                      |                  |                  |                  |  |  |                     |                     |                  |                  |                  |  |  |            |                     |            |            |            |  |  |        |                  |        |        |        |        |        |
| 1                | Knorr Bologna        |                  |                  |                  |  |  |                     |                     |                  |                  |                  |  |  |            |                     |            |            |            |  |  |        |                  |        |        |        |        |        |
|                  | bye                  |                  |                  |                  |  |  |                     | Knorr Bologna       | 103              | 96               |                  |  |  |            |                     |            |            |            |  |  |        |                  |        |        |        |        |        |
| 8                | Kleenex Pistoia      | 92               | 82               |                  |  |  | Kleenex Pistoia     | 83                  | 95               |                  |                  |  |  |            |                     |            |            |            |  |  |        |                  |        |        |        |        |        |
| 9                | Baker Livorno        | 74               | 76               |                  |  |  |                     |                     |                  |                  |                  |  |  |            | Knorr Bologna       | 84         | 93         |            |  |  |        |                  |        |        |        |        |        |
| 4                | Stefanel Trieste     |                  |                  |                  |  |  |                     |                     |                  |                  |                  |  |  |            | Shampoo Clear Cantù | 77         | 87         |            |  |  |        |                  |        |        |        |        |        |
|                  | bye                  |                  |                  |                  |  |  |                     | Stefanel Trieste    | 73               | 88               |                  |  |  |            |                     |            |            |            |  |  |        |                  |        |        |        |        |        |
| 5                | Shampoo Clear Cantù  | 89               | 76               |                  |  |  | Shampoo Clear Cantù | 81                  | 89               |                  |                  |  |  |            |                     |            |            |            |  |  |        |                  |        |        |        |        |        |
| 2A2              | Glaxo Verona         | 84               | 71               |                  |  |  |                     |                     |                  |                  |                  |  |  |            |                     |            |            |            |  |  |        | Knorr Bologna    | 97     | 108    | 117    |        |        |
| 6                | Panasonic Reggio C.  | 108              | 86               |                  |  |  |                     |                     |                  |                  |                  |  |  |            |                     |            |            |            |  |  |        | Benetton Treviso | 80     | 97     | 83     |        |        |
| 1A2              | Sidis Reggio Emilia  | 91               | 84               |                  |  |  |                     | Panasonic Reggio C. | 93               | 87               | 82               |  |  |            |                     |            |            |            |  |  |        |                  |        |        |        |        |        |
| 3                | Benetton Treviso     |                  |                  |                  |  |  | Benetton Treviso    | 102                 | 85               | 84               |                  |  |  |            |                     |            |            |            |  |  |        |                  |        |        |        |        |        |
|                  | bye                  |                  |                  |                  |  |  |                     |                     |                  |                  |                  |  |  |            | Benetton Treviso    | 89         | 82         | 100        |  |  |        |                  |        |        |        |        |        |
| 7                | Scavolini Pesaro     | 93               | 85               | 100              |  |  |                     |                     |                  |                  |                  |  |  |            | Scavolini Pesaro    | 81         | 93         | 88         |  |  |        |                  |        |        |        |        |        |
| 10               | Bialetti Montecatini | 103              | 82               | 91               |  |  |                     | Scavolini Pesaro    | 77               | 106              | 84               |  |  |            |                     |            |            |            |  |  |        |                  |        |        |        |        |        |
| 2                | Philips Milano       |                  |                  |                  |  |  | Philips Milano      | 87                  | 95               | 83               |                  |  |  |            |                     |            |            |            |  |  |        |                  |        |        |        |        |        |
|                  | bye                  |                  |                  |                  |  |  |                     |                     |                  |                  |                  |  |  |            |                     |            |            |            |  |  |        |                  |        |        |        |        |        |

## Play-out
I play-out sono organizzati in due gironi da 6 squadre ciascuno; tutte le squadre si sfidano in partite di andata e ritorno. Vi partecipano le classificate dall'11º al 14º posto di Serie A1, e le classificate dal 3º al 10º posto di Serie A2. Le prime 2 classificate di ogni girone giocheranno la stagione 1993-1994 in Serie A1, le altre in Serie A2.

### Girone verde
|  |    | Classifica play-out verde 1992-93 | Pt | G  | V | P | PtF | PtS |
|  | -- | --------------------------------- | -- | -- | - | - | --- | --- |
|  | 1. | Scaini Venezia                    | 14 | 10 | 7 | 3 | -   | -   |
|  | 2. | Phonola Caserta                   | 14 | 10 | 7 | 3 | -   | -   |
|  | 3. | Cagiva Varese                     | 12 | 10 | 6 | 4 | -   | -   |
|  | 4. | Telemarket Forlì                  | 10 | 10 | 5 | 5 | -   | -   |
|  | 5. | Hyundai Desio                     | 6  | 10 | 3 | 7 | -   | -   |
|  | 6. | Fernet Branca Pavia               | 4  | 10 | 2 | 8 | -   | -   |

- Nessuna delle squadre del girone verde viene promossa o retrocessa.

### Girone giallo
|  |    | Classifica play-out giallo 1992-93 | Pt | G  | V | P | PtF | PtS |
|  | -- | ---------------------------------- | -- | -- | - | - | --- | --- |
|  | 1. | Virtus Roma                        | 14 | 10 | 7 | 3 | -   | -   |
|  | 2. | Mangiaebevi Bologna                | 12 | 10 | 6 | 4 | -   | -   |
|  | 3. | Marr Rimini                        | 12 | 10 | 6 | 4 | -   | -   |
|  | 4. | Ticino Assicurazione Siena         | 10 | 10 | 5 | 5 | -   | -   |
|  | 5. | Tonno Auriga Trapani               | 6  | 10 | 3 | 7 | -   | -   |
|  | 6. | Burghy Modena                      | 6  | 10 | 3 | 7 | -   | -   |

- Mangiaebevi Bologna promossa in Serie A1; Marr Rimini retrocessa in Serie A2.

## Verdetti
- Campione d'Italia:  Knorr Bologna

Formazione:Augusto Binelli, Riccardo Morandotti, Paolo Moretti, Emilio Marcheselli, Predrag Danilović, Claudio Coldebella, Flavio Carera, Roberto Brunamonti, Damiano Brigo, Bill Wennington, Davide Diacci, Stefano Sacchi, Fausto Bernardelli. Allenatore: Ettore Messina.
- Retrocessioni in Serie A2: Marr Rimini, Robe di Kappa Torino e Teamsystem Fabriano.